# Fansub

Esta ilustración de ejemplo muestra un subtitulado en hiragana original en la parte superior, rōmaji debajo de ésta y en español en la parte inferior. Generalmente se utilizan colores distintos para diferenciar cada sección de subtitulado.

Fansub es la contracción de dos palabras inglesas fan y subtitled (lit. «subtitulado por aficionados»), y se refiere a aquellos vídeos, películas o series de televisión que son traducidas por aficionados, desde su lengua original, sin autorización de los propietarios de los derechos.
Por extensión se suele aplicar este término al fansub de animación japonesa y a los respectivos grupos de subtitulaje de este tipo de material, ya que precisamente son la rama con mayor difusión. También existen grupos que subtitulan series norteamericanas, series del género Tokusatsu y doramas asiáticos.

## Evolución histórica

### Orígenes de los fansub
Los fansubs surgieron después de la explosión mediática de la producción de anime a mediados de 1980 en Japón. Solo algunos títulos fueron licenciados para su distribución en países extranjeros y esto se tornó una dificultad para que los interesados pudiesen conseguir nuevos animes. Algunos aficionados con conocimientos de idioma japonés comenzaron a producir copias de subtítulos amateurs que pudiesen cubrir las necesidades a aquellos que no hablan el idioma de origen. Este fenómeno se dio al principio en Estados Unidos, pero no tardó en extenderse a Europa y a Asia.
La primera forma de distribución de este material fue a través de videocintas VHS. Estas copias eran notoriamente de baja calidad, demandaban demasiado tiempo para su realización y su costo era muy alto (alrededor de US$ 4000 en 1986), a lo que además se agregaba la dificultad para conseguirlos. Se distribuía un número limitado de copias en pequeños clubs de aficionados al anime y estos adquirían las series subtituladas a un costo modesto o grababan las cintas en un videocasete propio.
En los años 90 el producto final estaba basado en una videocinta, por lo que se hacía uso de un genlock que permitía sincronizar la señal del vídeo con los subtítulos procedentes del ordenador, sobreponiendo estos últimos a la señal de vídeo. A este vídeo se le denomina «maestro» y de él salen todas las copias que son distribuidas por los canales escogidos por el grupo de subtitulaje.

### Primeros fansubs digitales
Con el crecimiento del acceso a Internet de alta velocidad, los programas de edición de video, la copia de medios ópticos, grabación de TV digital y los medios de transferencia P2P, el proceso original fue abandonado a favor del subtitulado digital y la distribución electrónica. Esto permitió que el fansub se transformara de una copia barata y de baja calidad a videos de mediana y alta calidad, y accesibilidad alternativa. Al respecto, un estudio reciente de Yale Economic Review ha demostrado que tanto la gente que baja películas de internet como la que no lo hace, son propensos a no comprar películas.

### Los fansubs en elsigloXXI
Actualmente, hay fansubs que se caracterizan por la buena calidad de sus lanzamientos, aunque tardan más en lanzar los capítulos que otros. También hay fansubs que se caracterizan por su rapidez (fastsubs), pero la calidad de video y de subtítulos es mucho menor que la de los otros fansubs, llegando incluso a usar traductores automáticos, que en la mayoría de los casos presentan errores. Esto ha sido ejemplo para que empresas japonesas como los Estudios Gonzo empiecen a subtitular series japonesas de manera gratuita, legal y simultánea al mismo tiempo que se emitían por televisión japonesa a través de YouTube, Crunchyroll y BOST.
Existen empresas norteamericanas como Funimation, y empresas japonesas como Media Factory que han manifestado su público rechazo contra los fansubs. Entre ellas, Funimation se ha dedicado a mandar, en representación de destacadas empresas de animación, cartas a diferentes sitios web para que detengan la distribución ilegal de distintas series de animación japonesa. Su acción más relevante fue cuando, en conjunto con Gonzo, detuvieron la distribución ilegal de la serie Romeo × Juliet por parte de un fansub en inglés.
Asimismo, Kadokawa Shoten ha expresado su descontento con los fansubs al detener la distribución de series como Spice and Wolf, Rental Magica, Junjō Romantica, entre otras, de un sitio de descargas de anime muy conocido por los fanáticos. También ha expresado su deseo de promocionar de forma legal sus trabajos por Internet.

## Proceso de realización

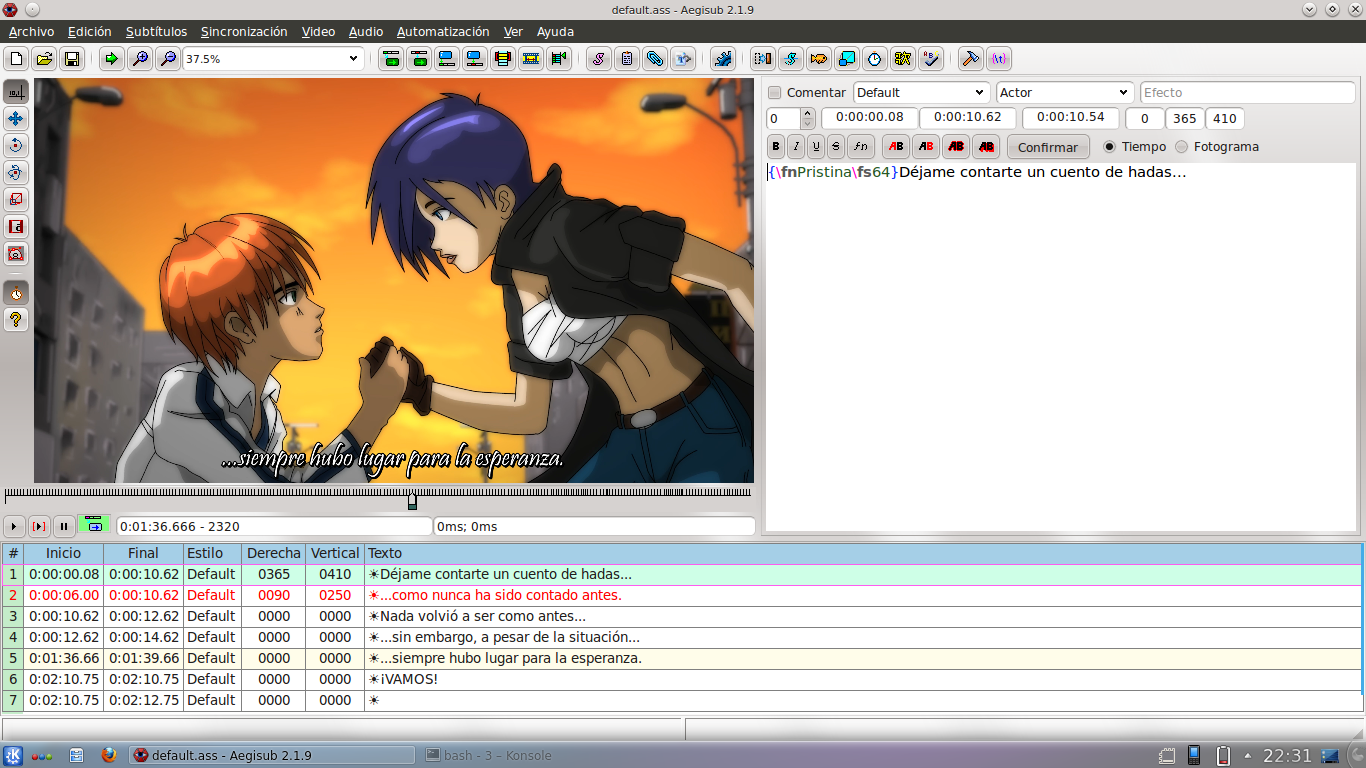
Recreación de la etapa en la que un fansub subtitula un anime con un programa especializado en subitulado, en el ejemplo, Aegisub.

Por lo general, para subtitular un anime se sigue el procedimiento descrito a continuación, aunque sin perjuicio de que algunos fansubs no realicen u omitan algunas de estas etapas.
- Adquisición del medio (RAW hunter). En primer lugar, debe obtenerse el video a partir del cual se realizará el fansub. Este video base u original —denominado RAW— puede ser obtenido a través de la copia o rippeo de un medio original adquirido como cintas VHS, LaserDisc, discos VCD, SVCD, DVD, Blu Ray, o haber sido grabado de una emisión de televisión analógica, digital o satelital. De estos, con el avance de la tecnología en los medios, han caído en desuso las cintas VHS, y cada vez menos se prefiere hacer grabaciones desde una emisión analógica debido a su baja calidad. Algunos fansub obtienen las RAW capturadas por otras personas, a través de internet, mediante P2P o descarga directa. Una vez obtenida esta RAW, es enviada al codificador o encoder.

- Traducción. Una vez decidida la calidad de audio y de video con la que se va a trabajar, la copia es enviada al traductor para que comience la traducción. La traducción puede ser realizada directamente del japonés o desde una versión ya subtitulada, generalmente del inglés.[12] El traductor no sólo se encargará de traducir los diálogos, sino que también lo hará con el tema de apertura y el tema de cierre (también llamados opening y ending). Las traducciones se realizan frecuentemente en archivos de texto simple en formato SRT o Substation Alpha, y los traductores se suelen apoyar para ello en programas de edición de subtítulos, tales como Aegisub o similares.

- Sincronización de tiempos. Aquí, el sincronizador o timer sincroniza el texto del subtítulo con el audio, decidiendo cuándo comienza a mostrarse una línea de subtítulo y cuándo se oculta. Cuando el subtitulado se hace sobre la base de otro prexistente, por ejemplo, un fansub que traduzca en base al subtítulo realizado por otro fansub, esta tarea no consume demasiado tiempo, sólo el de ajustar la posición del texto y del tiempo en caso de ser necesario. Sin embargo, si el fansub trabaja desde cero, a partir de la traducción directa desde el japonés, esta etapa es la que consume más tiempo.[12]

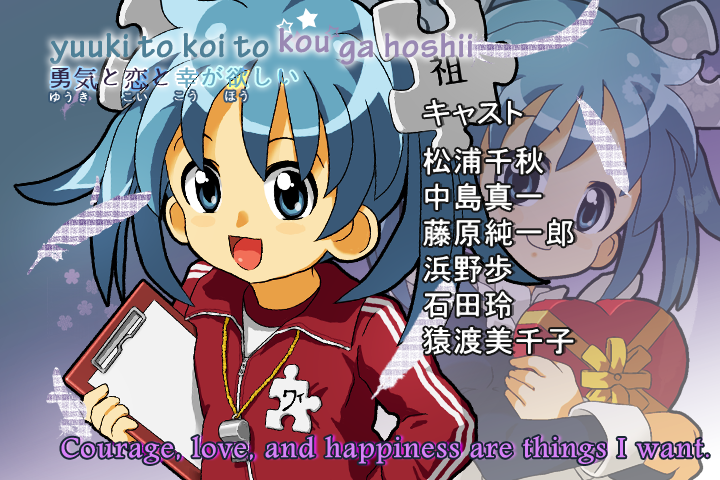
Imitación de una apertura de anime subtitulada por un fansub. Nótese el uso de fuentes tipográficas especiales y de efectos visuales en el karaoke, particularmente el coloreado especial de la sílaba que está sonando en la canción.

- Corrección. Una vez realizada la labor de traducción, el corrector se encarga de corregir las faltas ortográficas y gramaticales. Esta etapa a menudo, y por desgracia, suele ser evitada. Este factor suele ser el más condicionante para el visionado de una u otra versión del mismo material subtitulado.

- Karaokes. A continuación se realiza el karaoke, es decir, el formato y estilo de las letras de las canciones de apertura y de cierre. En este punto, el karaokeman sincroniza la letra y establece los efectos visuales, como «iluminar» o «colorear» la sílaba que está sonando en la canción o efectos de desplazamiento. La letra de las canciones a menudo aparecen en formato bilingüe, incluyendo la letra traducida más una transcripción de la letra cantada a rōmaji; o incluso en tres líneas, una de ellas en caracteres japoneses (kanji, hiragana y katakana), la transcripción a rōmaji y la letra traducida.[12] Muchos fansubs frecuentemente sobreponen los créditos (quiénes participaron del fansubbing) sobre el video, durante el tema de apertura.[3] Para los karaokes se utilizan como apoyo programas como Aegisub o Adobe After Effects.

- Editor de estilos. Después el editor se encarga de la tipografía del texto y de los subtítulos no entren en conflicto con las imágenes.[3][12] Aquí el editor se puede encargar de incluir notas explicativas acerca de conceptos o aspectos de la cultura japonesa que quien sea el consumidor del fansub pudiera desconocer.[12] A veces también se traducen textos que pudieran aparecer en el video. Toda modificación hecha en esta etapa deben ser revisados y aceptados por el traductor para que el archivo de subtítulos sea enviado al encoder. Es posible que en cuanto a los estilos aquí se realice una especialización de tareas, en la que se ajuste el subtítulo para que sea más acorde con el ambiente o el género de la serie en cuestión.

- Preparación de predistribución. El encoder reúne las pistas de audio, de video, de subtítulos u otros elementos adjuntos (como por ejemplo, archivos de definición de secciones de un capítulo o tipografías TTF u OTF) en un único archivo contenedor para su compresión. Los formatos contenedores más utilizados hoy en día son MKV, MP4 y AVI. También se puede encargar de hacer parches de corrección de errores a partir de programas específicos, como por ejemplo xdelta.

- Quality Check. Siguiendo a esto, algunos fansub, principalmente aquellos con mayor experiencia, implementan una fase de inspección de calidad (quality check o QC) antes de publicar el archivo en la web y redistribuirlo. En esta etapa de revisión final, los miembros del staff del fansub revisan cualquier error o efecto indeseado que pudiera haber resultado luego del proceso.[13] Así, se hacen pruebas del archivo contenedor en distintas condiciones, esto es, probarlo en distintos sistemas operativos en sus distintas versiones y en distintos reproductores de medios. En caso de constatarse un error, aquí es en donde se le encarga al encoder que realice un parche, y una vez aplicado, se vuelve a realizar la etapa de revisión.

- Codificación (encoding). El codificador es quien revisa la calidad de la RAW y decide si tiene la suficiente calidad o si es demasiado pesada, por lo que extraerá las pistas de audio y de video y las recodifica a otros formatos y a diferentes bitrates. Para ello se suele utilizar programas de interfaz de línea de comandos como x264, o programas de interfaz gráfica como Avidemux, Kdenlive, Adobe Premiere Pro o Lives. En esta etapa se suelen "pegar" al video la posible edición de imagen (cartelería, ataques,...), los karaokes de la intro y el final y todo aquello que cueste o no pueda decodificarse al vuelo con un reproductor multimedia. Antiguamente los contenedores de vídeo no soportaban múltiples pistas, por lo que también se pegaban al vídeo directamente los subtítulos, haciendo imposible el separarlos luego. A día de hoy se suele multiplexar todo bajo un contenedor compatible con varias pistas, tanto de audio como de subtítulos, tal como el contenedor MKV.

- Distribución. Una vez superadas las etapas anteriores es que se procede a su distribución a través de internet. Ésta se lleva a cabo mediante la compartición a través de bittorrent o de la subida a proveedores de servicios de almacenamiento en la nube.[3][12] Además, existen sitios web que contienen «bibliotecas» de enlaces o un lugar de publicación de varios fansubs en donde el fanático puede buscar y elegir entre varias opciones de lanzamientos.[3][12]

### Estilo de traducción

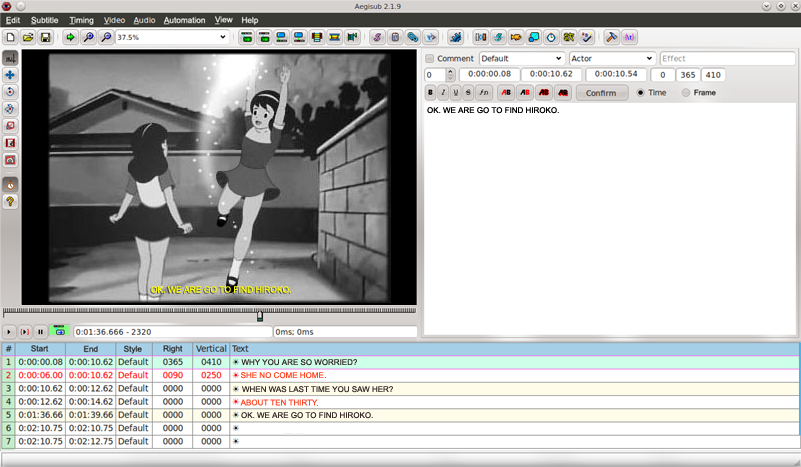
Recreación de la etapa en la que un fansub subtitula un anime.

La traducción es el centro del trabajo de un fansub y su propósito, además de ser su distintivo de calidad. El proceso de traducción puede llevarse a cabo desde la lengua de origen (japonés) o desde una lengua intermediaria (por ejemplo inglés), esto último algo que es común ver en los fansubs hispanohablantes. En los fansubs de idioma inglés, sin embargo, la tendencia general es que quienes traducen del japonés al inglés son hablantes nativos de japonés que también tienen conocimientos de inglés. Esto tiene su fundamento en que para poder traducir eficientemente no sólo debe comprenderse el aspecto lingüístico, sino que también hay que tomar en cuenta el aspecto cultural, algo que no es común ver en traductores hispanohablantes o angloparlantes.
Otro punto notable es la preferencia de los fansubs al traducir, de preservar ciertos elementos del habla, cultura e idiosincrasia japonesa, como por ejemplo el conservar los sufijos honoríficos o de referirse al personaje en cuestión por medio de su apellido, como sucede en la sociedad japonesa. Esto puede deberse a que los traductores saben que en general su tarea está destinada a una audiencia especial compuesta de gente interesada por el anime y la cultura nipona.
Varios fansub tienden a cometer faltas ortográficas y gramaticales en los subtítulos, ya sea porque su meta es la de lanzar cuanto antes su trabajo sin importarles la ortografía, ya sea porque la traducción fue realizada con un traductor automático en línea, o ya sea porque el fansub no cuenta con suficiente personal, como correctores o editores que pudieran corregirlos, o que los miembros del fansub no tengan un buen conocimiento de la «lengua meta», es decir, del idioma al cual traducir.

### Características del subtitulado
El subtitulado de un fansub, a diferencia de uno profesional o comercial, tiende a utilizar fuentes tipográficas diversas y con múltiples estilos, a menudo diferenciándose el diálogo de un personaje del de otro. Además, suelen añadirse notas explicativas sobre aspectos que el equipo del fansub considera que el espectador deba saber para entender mejor el contexto de la trama de la serie. Asimismo, se suele incluir el karaoke con las letras del tema de apertura y el tema de cierre, algo que no se hace en las traducciones comerciales.
La implementación de los subtítulos y su incorporación al archivo contenedor puede darse de dos maneras. Estas se tratan del softsub y del hardsub. El softsub se trata de subtítulos que fueron agregados al contenedor sin haber sido «pegados» o integrados a la pista de video, por lo que esto posibilita una posterior edición en caso de descubrirse un error, el compartirlos de manera libre, y la mayor utilidad del archivo contenedor, ya que es posible en este caso deshabilitar la pista de subtítulo o cambiarla por otra de otro idioma que se pudiera haberle adjuntado.
Los denominados hardsub, por su parte, son aquellos subtítulos integrados directamente al vídeo, por lo que ya no pueden ser editados por los usuarios pero que a cambio, al proveer vídeo y subtítulos unidos simplifican la distribución de los mismos y dificultan la copia entre fansubs. Sin embargo, este tipo de integración de subtítulos complica el proceso técnico de edición, en el caso de que fuere necesario realizar una corrección, ésta debe realizarse sobre la pista del video y no se hace con un parche. «Si se quiere traducir desde hardsubs, habrá que partir de cero pausando el vídeo en cada frase para poder realizar el trasvase lingüístico».
Si la clasificación se basa en los medios de grabación, se habla de fansub analógico (si usan cintas VHS) y fansub digital (con discos ópticos o archivos digitales).
De acuerdo al tipo de anime o serie que subtitulan pueden ser: tradicionales cuando se orientan a series de antaño o clásicas, o modernos, cuando son relativamente recientes respecto su emisión.

### Relación de aspecto del video
Las resoluciones más usadas son:
- 480p: es la resolución de los DVD NTSC.
- 576p: es la resolución de los DVD PAL, aunque algunos fansubs utilizan DVD NTSC y los reescalan a esa resolución, cosa que va en detrimento de la calidad.
- 720p: es la resolución de las emisiones HDTV y de algunos BDrips.
- 1080p: es la resolución original de Blu-ray que se editan actualmente. Anteriormente, para poder reproducirlos hacía falta tener un ordenador relativamente potente, motivo por el cual los fansubs también hacían versiones 720p.

## Controversia legal y ética
Las cuestiones éticas y legales del fansub han sido motivo de acaloradas discusiones desde la creación del primer grupo de subtitulaje. Sin embargo, es importante saber que las obras literarias y artísticas están amparadas por el Convenio de Berna así como por las leyes de protección de la propiedad intelectual de la mayoría de los países, por lo que la actividad de los fansubs es contraria al Derecho. No obstante, los fansubbers se han mantenido tradicionalmente a un código de ética común y generalmente no se ven a sí mismos como piratas.
Los grupos de fansub traducen, editan y distribuyen los vídeos sin el consentimiento del autor de la obra, por lo que, por ejemplo, violan el artículo 8 del Convenio de Berna que trata sobre el derecho que tiene el autor para autorizar la traducción de sus obras:

Artículo 8 (Derecho de traducción). Los autores de obras literarias y artísticas protegidas por el presente Convenio gozarán del derecho exclusivo de hacer o autorizar la traducción de sus obras mientras duren sus derechos sobre la obra original.
Convenio de Berna para la Protección de las Obras Literarias y Artísticas

Sin embargo, en el artículo 2 numeral 3 de la citada norma de derecho internacional se expresa:

2.3 (Obras derivadas).- Estarán protegidas como obras originales, sin perjuicio de los derechos del autor de la obra original, las traducciones, adaptaciones, arreglos musicales y demás transformaciones de una obra literaria o artística.

Pero esto no significa que los fansubs sean obras originales, sino que sólo la traducción y subtitulado lo son. El audio y el video siguen estando bajo copyright en la medida de lo que concierne al Convenio de Berna. Podría deducirse que lo único que, por lo tanto, sería distribuible son los subtítulos, pero esto no es así, debido a que según el citado artículo 8 de la Convención sólo los autores de las obras tendrán el derecho de autorizar la realización de las traducciones, durante el tiempo que dure su amparo legal.

### Reglas morales de los fansubs
En el ámbito de los fansubs, una de las reglas implícitas de estos grupos es la de detener toda distribución del material una vez que una compañía se ha hecho con los derechos de comercialización de un producto para evitar en la medida de lo posible, el competir directamente con el producto oficial. En vista de que una de las motivaciones principales del fansub es la de promover el producto, una vez que una compañía adquiere la licencia en su país, se pierde esa justificación y ya no se debe continuar con la labor de traducción y subtitulaje, ya que se violarían directamente los derechos de autor.
Lo anterior no es algo que todos los grupos de fansub sigan al pie de la letra, ya que hay grupos que abogan por un purismo en las traducciones o en la calidad del vídeo argumentando que las compañías no la mantienen debido al proceso de adaptación que sufre la obra para que sea comprensible para el público al que va dirigido el producto.

### Acciones legales
Existe una creencia entre algunos fanáticos de que existe un «acuerdo tácito» entre los fansubs y los propietarios de los derechos de autor japoneses en que los fansubs ayudan a promover un producto. Steve Kleckner de Tokyopop señaló:

Frankly, I find it kind of flattering, not threatening (...) To be honest, I believe that if the music industry had used downloading and file sharing properly, it would have increased their business, not eaten into it. And, hey, if you get 2000 fans saying they want a book you've never heard of, well, you gotta go out and get it.
Francamente, me parecen halagadores, no amenazadores (...) Para ser honesto, creo que si la industria musical hubiera utilizado la descarga y el intercambio de música apropiadamente, ésta hubiera aumentado su negocio en vez de comérselo. Y, bueno, si usted consigue dos mil fanáticos que dicen que quieren un libro del cual nunca habías oído, bueno, tienes que salir a buscarlo.

Esta creencia fue descalificada cuando en diciembre de 2004 Media Factory, una titular de derechos intelectuales de Japón, solicitó directamente que sus obras fueran retiradas de los sitios de descarga, y desde entonces muchas otras empresas, como Nippon TV, han seguido su ejemplo a raíz de la aparición de fansubs en Youtube.
El 7 de diciembre de 2004, una firma de abogados que representaba a Media Factory envió cartas y correos electrónicos al directorio bittorrent de anime AnimeSuki, y a los fansubs Lunar Anime y Wannabe Fansub solicitándoles que detuvieran su actividad de traducción, distribución y alojamiento de todas las producciones presentes y futuras. AnimeSuki y Lunar Anime accedieron, pero poco después otros fansubs continuaron produciendo subtitulado y distribución de series de anime de Media Factory. Hasta la fecha, esta ha sido una de las pocas acciones legales tomadas por una empresa de anime japonesa en contra del fenómeno de los fansubs.
Luego de hacerse pública la petición de Media Factory, únicamente fueron licenciados en los Estados Unidos las series Genshiken y Kimi ga Nozomu Eien. Otros proyectos de gran porte como Pugyuru y Akane Maniax no fueron adquiridos por distribuidores estadounidenses.
En Singapur, el distribuidor de anime Odex desde el 2007 activamente ha estado averiguando el paradero de varios usuarios de internet y enviándoles amenazas legales contra estos. Según la empresa, estos usuarios presuntamente descargaron anime «fansubeado» mediante el protocolo bittorrent. La Corte ordenó a los proveedores de servicios de internet que revelase la información personal de sus suscriptores, medida en favor de Odex a la que le siguió el envío de varias cartas de amenazas legales de parte de Odex a usuarios que descargaban estos contenidos; y posteriormente en busca de acuerdos extrajudiciales de por lo menos SGD 3000 por persona, entre las que la más joven de éstas tenía solamente 9 años. Estas acciones fueron objeto de polémica en la comunidad local de anime y trajeron consigo críticas hacia la empresa, ya que son vistos por los fanáticos como de «mano dura».
El 22 de abril de 2017 un juez en Ámsterdam declaró ilegales los subtítulos gestionados por fanes, consiguiendo que varios grupos de fansubbers cesaran definitivamente su actividad. El tribunal holandés declaró que estas traducciones corresponden a los productores y a nadie más. En caso de que no existan, no podrán crearse por parte de la comunidad fan.
Tras esta sentencia, la creación de subtítulos sin consentimiento del autor de la producción audiovisual pasa a considerarse un delito en Holanda. 
Se trata de la primera sentencia en el mundo que valora los subtítulos como propiedad intelectual y que castigará con multas y prisión a quienes incumplan estos derechos de autor.